# Герасименко Іван
Герасименко Іван (1921—1997) — український поет.

## Біографія
Народ. 7 липня 1921 р. [за ін. даними — 1922] у слобідці Білій на межі Курської та Білгородської обл.
Родина у 1933 р. переїхала у Горлівку Донецької обл. У роки Другої світової війни потрапив у полон. У 1945 р. був звільнений. Закінчив Горлівський індустріальний технікум, працював на шахті ім. М. Ізотова. У 1997 р. помер.

## З творчого доробку
- Герасименко І. П. Добром-красою повнить світ… Вибрані поезії. — Донецьк: Український культурологічний центр, 1999. — 84 с.